# 구니카미촌
구니카미촌(国神村)은 사이타마현 지치부군에 설치되었던 촌이다. 현재의 미나노정에 해당한다.

## 역사
- 1889년 4월 1일 - 정촌제 시행에 의해 지치부군 구니카미촌이 성립하였다.
- 1943년 9월 8일 - 구니카미촌, 가네자와촌, 히노자와촌, 미사와촌, 오타촌, 시라토리촌의 일부와 합병해 미노정이 되었다.
- 1946년 12월 1일 - 미노정이 분립해, 구니카미촌, 가네자와촌, 히노자와촌, 미사와촌, 오타촌이 재성립하였다.
- 1955년 3월 1일 - 미노와정, 가네자와촌, 히노자와촌과 합병해, 미노와정이 신설되었다.
- 1957년 3월 31일 - 미노와정이 미사와촌을 편입하였다.

## 참고문헌
- 「角川日本地名大辞典」編纂委員会『角川日本地名大辞典 11 埼玉県』角川書店、1980年7月8日。ISBN 4-04-001110-4。

## 관련문헌
- 「金崎村」『新編武蔵風土記稿』 巻ノ251秩父郡ノ7、内務省地理局、1884年6月。NDLJP:764013/75。
- 「大淵村」『新編武蔵風土記稿』 巻ノ251秩父郡ノ7、内務省地理局、1884年6月。NDLJP:764013/77。
- 「野巻村」『新編武蔵風土記稿』 巻ノ261秩父郡ノ13、内務省地理局、1884年6月。NDLJP:764014/26。